# Левашовское шоссе
Левашо́вское шоссе — шоссе в Курортном и Выборгском районах Санкт-Петербурга. Проходит от Каугиевской улицы в Горской до Западного скоростного диаметра параллельно Кольцевой автомобильной дороге.
Продолжением дороги на восток является Горское шоссе.

## История
Шоссе получило название по посёлку Левашово, в которое идёт со стороны Финского залива.

## Транспорт
Ближайшие железнодорожная платформа — Горская.

## Пересечения
- Западный скоростной диаметр
- Коннолахтинская дорога
- улица Муромцева